# Ivo Lukačovič
Ivo Lukačovič (ur. 7 lutego 1974 w Pradze) – czeski przedsiębiorca, założyciel firmy seznam.cz.

## Biografia
Lukačovič studiował na Politechnice Czeskiej w Pradze, której nie ukończył. Od 1996 roku prowadzi portal Seznam.cz. W 2011 roku założył firmę Citationtech, która specjalizuje się w tworzeniu map na podstawie zdjęć lotniczych. W 2014 roku opracował portal Windy.com – globalny serwer do analizy wiatru.
W latach 2010–2015 zrekonstruował samolot Lockheed Electra 10A.